# Episymploce himalayica
Episymploce himalayica är en kackerlacksart som först beskrevs av Brunner von Wattenwyl 1865.  Episymploce himalayica ingår i släktet Episymploce och familjen småkackerlackor. Inga underarter finns listade i Catalogue of Life.